# Влатко Стефановський
Влатко Стефановський (нар. 24 січня 1957, Прилеп, СФР Югославія) — македонський рок, поп і джаз — музикант, засновник «Vlatko Стефановський Тріо», один із засновників гурту «Леб и сол».

## Життєпис
Влатко народився 1957 року в типовій театральній родині. Його батьки, як художники, часто їздили, і незабаром Стефановський переїхав до Скоп'є, поселившись в околиці Тафталідзе. Влатко Стефановський живе зі своєю родиною (складається з дружини Гордани, дочки Анни та сина Яна) у Скоп'є, на Мексиканській вулиці № 15 у мікрорайоні Тафталідзе. У своєму будинку Стефановський розмістив свою тональну студію «Езотерія».

## Музична кар'єра

### Хліб і сіль
Разом з Боданом Арсовським Стефановський входив до кількох скопських гуртів, таких як ВІС «Джегуле», «Іріс» та «Пляж» (гурт легендарного клавішника Мікі Петковського). На початку 1976 року Влатко Стефановський, Бодан Арсовський, Кокан Дімушеський та Димитар утворили гурт «Хліб і соль», в якому Стефановський був гітаристом, співаком, композитором та поетом-пісняром. За двадцятирічне існування гурт «Хліб і соль» записав 12 альбомів, подвійну збірку та музику для самих різних цілей: кіно- і театральні постановки, а також телесеріали. Як член «Хліба і солі», Стефановський створив незабутні пісні: «Нисам твој» («Я тебе люблю»), «Таласна дужина», «Кумова Слама», «Жива рана», «Кантри» («Країна»), «Као какао», «Скопје» («Скоп'є»), «Чекам кишу» («Я чекаю кишу»), «Чукни во дрво» («Стукни у дерево») тощо.

### Сольна кар'єра

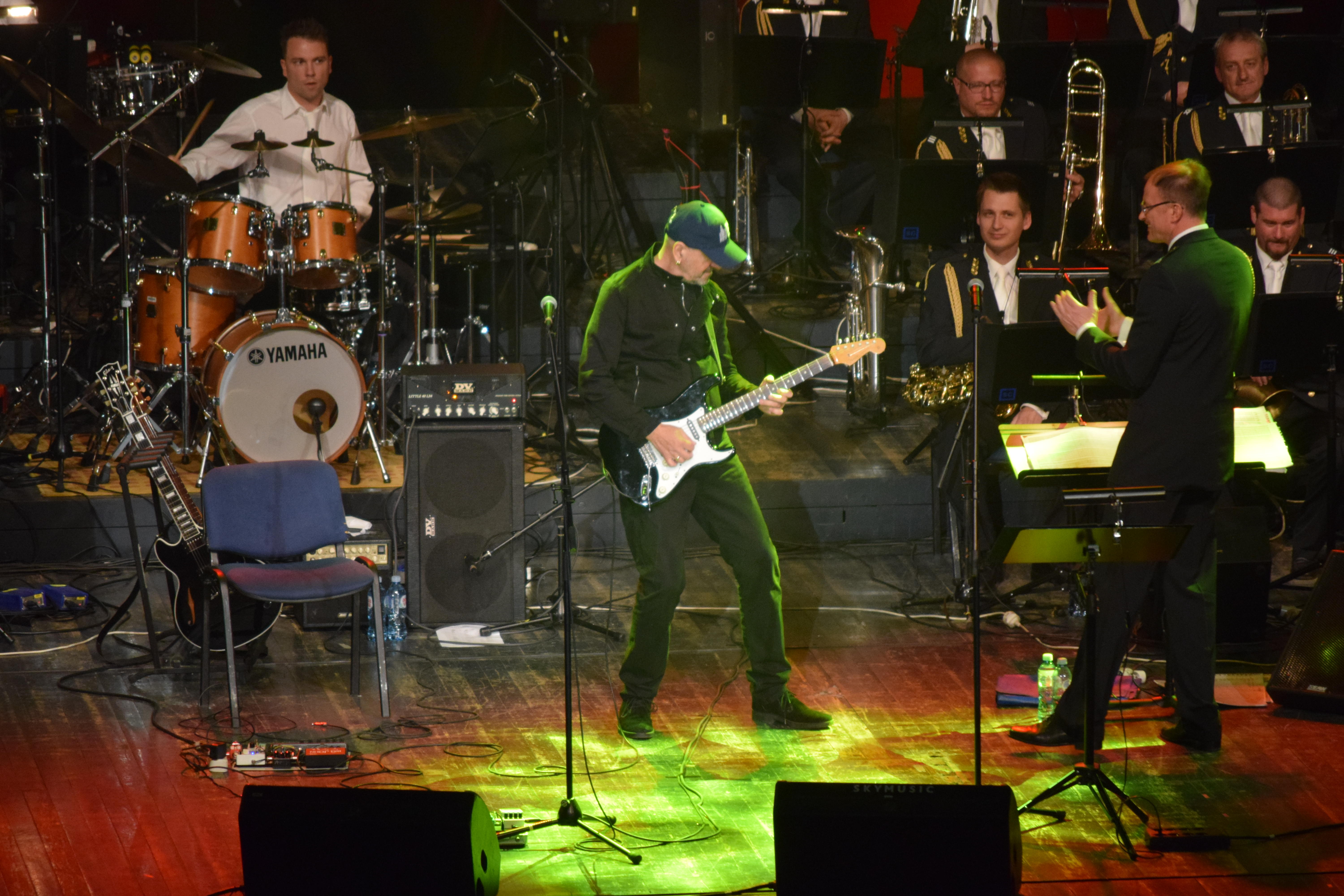
Виступ у Белградському Сава-центрі, 21 квітня 2017 року, з оркестром Біг-бенду Слов'янської Армії

Перші сольні виступи Влатко Стефановського розпочалися на початку 1990-х років, і разом з Боданом Арсовським вони випустили перший македонський компакт-диск у 1990 році з музикою до року та балету «Зодіак». 1994 року Стефановський записав свій перший сольний альбом «Каубои и индијанци» (« Ковбої та індіанці»), ще був членом «Хліба та солі». У записі альбому взяли участь багато співробітників, такі як Горан Брегович, Златко Оріджанський, Горан Алачкі та гурт Nitjananda. Відео-трек альбому («Кисело-весело», «Кандилце» («Лампи») і «Open road» («Відкрита дорога») зробили три режисери Skopje FDA Дарко Мітревські, Олександр Поповський і Срджан Янікевич. Незадовго до початку 1995 року була проведено концерт на підтримку альбому в Універсальному залі в Скоп'є за участю багатьох гостей, таких як: Ана Костовська, Златко Оріджанський, Горан Алачки тощо. У белградській промоції альбому на початку 1995 року також взяли участь легендарний югославський гітарист Радомир Михайлович — Точак, гурт «Nitjananda» та інші. Наступний проєкт Стефановського — «Сараєво», був замовлений у 1993 році для вистави Гора Стефановського, представленого в театрі в Антверпені, режисером Слободаном Унковським. Музика цього шоу була записана лише у вигляді компакт-диска на початку 1996 року, а деякі пісні були написані та заспівані англійською мовою. Протягом 1996 року Стефановський активно працював над музикою до фільму «Циганська магія» (режисер Столе Попов), а компакт-диск надійшов у продаж у 1997 році. Провідна тема цього проєкту, «Циганська пісня», незабаром стала хітом на Балканському півострові, і через чотири роки вона була увійшла до збірки циганських романсів виробництва Putumayo Records разом із циганськими піснями з у всьому світі. З ініціативи голови американо-японського лейбла «МА Recordings» Тодд Garfingel в 1997 році в Крушево, Стефановський записав альбом «Krusevo» з традиційними македонськими піснями, в акустичному аранжуванні. Цей альбом просували на американській музичній ярмарці, а промоція у Скоп'є відбулась у жовтні 1998 року в рамках Скопського джазового фестивалю. Того ж року було вийшов перший альбом «Тріо Влатка Стефановського», до якого увійшли барабанщик Михайло Парусев та басист Олександр Поп Христов. Альбом, який був куплений і перевиданий звукозаписом Dallas для Хорватії та Словенії, був представлений під час гастролей країнами колишньої Югославії, а згодом — у багатьох музичних центрах в усьому світі. 1999 року югославський актор і режисер Любіша Самарджич запросив Стефановського записати музику до свого фільму «Небесний хвіст». 2000 року тріо Влатко Стефановського разом з Мирославом Тадичем виступило на теренах колишньої СФРЮ, а запис концерту в Белграді, який відбувся 8 жовтня 1999 року, вийшов як «живий» альбом. У той же час у тріо відбулися періодичні зміни: барабанщик Діно Мілосавлевич і бас-гітарист Джоле Максимовський замінили Парусева та Попа Христова. Після тривалих оголошених (і з ініціативи виробництва компанії «Третє вухо» з Скоп'є і «Аква Шторми» від Софії). Наприкінці 2000 року в Софії, реалізовано проєкт «Балканських коней», в якому, крім Стефановського взяли участь кілька іменитих музикантів з Балкан, таких як Феодосій Спасов (Болгарія), Костас Теодору (Греція), Красимир Желашков (Болгарія), Хакан Бешер (Туреччина), Еміль Букур (Румунія), Саня Ілич (Югославія), Стоян Янкулов (Болгарія) і Тамара Обровач (Хорватія).
З 2000 по 2001 роки група «Балканські коні» провела невеликий балканський тур, а з дебюту в Софії вийшов рекламний компакт-диск та відеокасету. Навесні 2001 року Стефановський опублікував збірку «Кінокультура», в якій наявні найцікавіші музичні теми з п'яти фільмів: «Циганська магія», «Небесний гак», «Три літні дні», «Самознищення» та «Дорога до сонця». На початку 2002 року на запрошення хорватського режисера Віко Руніча Влатко написав музику до свого другого фільму «Серафін, син святого». Того ж року, протягом літа, він виступав у кількох країнах, у різних формаціях (зі своїм тріо, Мирославом Тадичем, Гіббоні тощо), і осінь присвятив себе запису свого наступного сольного альбому. До речі, він залишив звукозапис Третього вуха і підписався на Avalon Production. Для цього звукозапису в 2004 році Стефановський та Мирослав Тадич записали альбом «Трета мајка» («Третя мати»), який також приймав болгарський музикант Теодосій Спасов. 4 квітня 2014 року Стефановський дав концерт в Універсальному залі в Скоп'є, який сприяв альбому «Сеир». 16 серпня 2014 року в Гераклії Стефановський виступив з концертом на відзначення 40-річчя творчої діяльності під час фестивалю Bitfest. Через два дні, 18 серпня, у місті Куршумлі, Скоп'є, він дав концерт з Мирославом Тадичем. 21 березня 2015 року в «Універсальному залі» у Скоп'є Стефановський виступив з концертом разом із Васьком Атанасовським та Камерним струнним камерним оркестром Словенської філармонії під назвою «Вогонь та лід». За свою довгу музичну кар'єру Влатко Стефановський отримав кілька нагород, таких як:
- Премія Естради в Югославії,
- нагорода за все життя в Македонії,
- премія за плакат «Стериано» за музику у виставі «Визволення Скоп'є»,
- три нагороди «Золотий грамофон» на фестивалі «Мессам '87»,
- Статут міста Чикаго.

## Дискографія
- Cowboys & Indians (Third Ear Music, 1994.)
- Sarajevo (Third Ear Music, 1996.)
- Gipsy Magic (Third Ear Music, 1997.)
- Крушево — разом з Мирославом Тадичем (MA Recordings, 1998.)
- Тріо Влатка Стефановського («Third Ear Music», 1998).)
- Жити в Белграді — з Мирославом Тадичем (Third Ear Music, 2000.)
- Культура кіно (Third Ear Music, 2001 р.)
- Treta majka (Avalon, 2004)
- Сеир (2014).

## Фільмографія
- Шмекер (режисер: Зоран Амар, 1985. Югославія)
- На зустріч потрібно три (Rajko Grlic, 1986. Югославія)
- Забутий (Darko Bajic, 1989. Югославія)
- Клуопка (Suada Kapic, 1990. Югославія)
- Початковий постріл (Darko Bajic, 1991. Югославія)
- Посібник самогубств (Ербіль Алтаян, 1996. Македонія)
- Небо горить блакитним (Юре Первенінг, 1996. Словенія)
- Циганська магія (Столе Попов, 1997. Македонія)
- 3 літні дні (Мір'яна Вукоманович, 1997 р. Югославія)
- Подорож до Сонця (Йесім Устаоглу, 1998. Туреччина
- Skyhook (Любіша Самарджич, 2000 р. Югославія)
- Серафін, син святого (Віко Руніч, 2002 р. Хорватія).